# Kalin Christow
Kalin Christow, bułg. Калин Христов (ur. 6 lutego 1971 w Plewenie) – bułgarski ekonomista i bankowiec, wiceprezes Narodowego Banku Bułgarii (BNB), w 2013 minister finansów.

## Życiorys
Ukończył technikum mechaniczno-elektroniczne, następnie w 1996 Uniwersytet Gospodarki Narodowej i Światowej. Na macierzystej uczelni wykładał finanse i makroekonomię, publikował również artykuły naukowe z tych dziedzin. Został prezesem bułgarskiego towarzystwa makroekonomicznego. Pracował przy projekcie prowadzonym przez Bank Anglii, następnie zatrudniony w strukturach Narodowego Banku Bułgarii jako analityk, członek komisji polityki monetarnej oraz ds. inwestycji, a także doradca prezesa i wiceprezesa. W 2009 wybrany na stanowisko zastępcy prezesa odpowiedzialnego za emisję. Zasiadał również w organach innych instytucji sektora finansowego, m.in. w Europejskiej Radzie ds. Ryzyka Systemowego.
Od marca do maja 2013 pozostawał ministrem finansów w przejściowym gabinecie Marina Rajkowa, następnie powrócił do wykonywania obowiązków wiceprezesa w BNB.